# Baverstock-Waldfledermaus
Die Baverstock-Waldfledermaus (Vespadelus baverstocki, Syn.: Eptesicus baverstocki) ist eine Fledermausart aus der Familie der Glattnasen (Vespertilionidae). Sie kommt in Australien vor. Das Artepitheton ehrt den australischen Evolutionsbiologen und Zoologen Peter R. Baverstock.

## Merkmale
Die Baverstock-Waldfledermaus erreicht eine Kopf-Rumpf-Länge von 36 bis 43 mm, eine Schwanzlänge von 26 bis 34 mm, eine Vorderarmlänge von 26 bis 32 mm und ein Gewicht von 3 bis 6 g. Das Rückenfell ist hell sandbraun, das Bauchfell ist heller, wobei die Schafthaare zweifarbig sind. Die Haarbasis ist dunkelbraun und die Haarspitzen sind cremefarben oder stark hellbraun. Das Gesicht ist rosa. Der Tragus ist manchmal weiß und deutlich heller als der Rest des Ohres. Der Penis der Baverstock-Waldfledermaus ist vergleichsweise hängend und nicht schräg gebogen und die Eichel ist im Profil trichterförmig und nicht abgeflacht.

## Verbreitung
Das Verbreitungsgebiet der Baverstock-Waldfledermaus erstreckt sich vom Süden des Northern Territory, über South Australia, Queensland (Great Dividing Range, Desert Uplands, Mount Isa, Boodjamulla-Nationalpark) und New South Wales, wo sie am häufigsten im äußersten Südwesten, nördlich des Murray River bis Menindee und mindestens so weit östlich bis zur Balranald-Ivanhoe-Road nachgewiesen wurde. Ferner gibt es Hinweise, dass sie auch im von Mallee dominierten Nombinnie Nature Reserve in der Zentralregion von New South Wales vorkommt. Isolierte Vorkommen sind aus dem äußersten Nordwesten von Victoria und aus Western Australia (Carnarvon) bekannt.

## Lebensraum
Die Baverstock-Waldfledermaus bewohnt Grasland, von Gänsefüßen dominiertes Buschland, Gesteinswüsten, Mallee, Bäche, offene und geschlossene Wälder, Ebenen sowie hügeliges Gelände. Von Sandwüsten ist sie nicht bekannt. Sie ist überwiegend dort verbreitet, wo die jährliche Niederschlagsmenge weniger als 400 Millimeter beträgt. Ihr Lebensraum umfasst aber auch semiaride tropische und subtropische Savannenregionen, wo die durchschnittliche jährliche Niederschlagsmenge 600 Millimeter oder mehr erreicht.

## Lebensweise
Die Weibchen der Baverstock-Waldfledermaus nutzen Baumhöhlen und gelegentlich Gebäude als Tagesquartiere. Die Größe der Kolonien reicht von wenigen Individuen bis mehr als 60 Mitgliedern. Während des australischen Frühsommers (im November und Dezember) versammeln sich die Weibchen in Kolonien, um zu gebären und ihre einzelnen Jungen aufzuziehen. Das Jungtier wird in der Woche nach der Geburt von der Mutter getragen, bis sein zunehmendes Gewicht ihren Flug beeinträchtigt. Das Jungtiere verbleiben dann im Quartier. Im Januar werden sie unabhängig. Die Baverstock-Waldfledermaus ernährt sich von Fluginsekten, die sie im schnellen Flug erbeutet.

## Systematik
Das Typusexemplar, ein ausgewachsenes Männchen, wurde im Februar 1980 in der Nähe der Yuinmery Station in Western Australia in einer Höhenlage von ca. 450 Metern von Ric A. How geschossen. Bei der wissenschaftlichen Erstbeschreibung im Jahr 1987 wurde die Art in die Gattung Eptesicus gestellt. 1994 wurde sie von Karl F. Koopman mit der Kleinen Waldfledermaus (Vespadelus vulturnus), die der Baverstock-Waldfledermaus ähnelt, synonymisiert. 1997 veröffentlichte die Mammalogin Lynette Frances Queale vom South Australian Museum eine Analyse der Vespadelus-Arten in South Australia. Anhand der Bestimmung der Weibchen im Feld, stellte sie fest, dass die Baverstock-Waldfledermaus zum Artenkomplex der Südlichen Waldfledermaus (Vespadelus regulus) zählt. Daraufhin wurde die Baverstock-Waldfledermaus innerhalb der Gattung Vespadelus wieder als eigenständige Art anerkannt.

## Status
Die IUCN listet die Art in der Kategorie „nicht gefährdet“ (least concern). Von der Regierung von New South Wales wird sie in die Kategorie „gefährdet“ (vulnerable) klassifiziert. Aufgrund der Schwierigkeit, die Art zu identifizieren und der Überlappung der Verbreitungsgebiete verschiedener Vespadelus-Arten, ist über die Verbreitung nur wenig bekannt. Es wird angenommen, dass die Art weit verbreitet ist, jedoch gibt es keine genauen Daten über den Populationsstatus.